# György Hamar
György Hamar (fl. 1966) est un géologue et paléontologue norvégien.
En 1966, il décrit le genre de conodontes Eoplacognathus.

## Publications
- (en) Hamar G., 1966. Preliminary report on conodonts from the Oslo-Asker and Ringerike districts. Norsk Geologisk Tidsskrift, 46, page 58 (lire en ligne).

## Récompenses
En 1967, il reçoit la médaille Reusch de Géologie.